# Juditha triumphans
 (décembre 2020).
Si vous disposez d'ouvrages ou d'articles de référence ou si vous connaissez des sites web de qualité traitant du thème abordé ici, merci de compléter l'article en donnant les références utiles à sa vérifiabilité et en les liant à la section « Notes et références ».

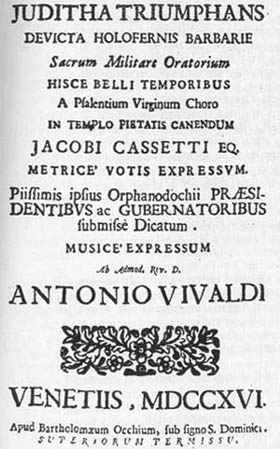
Première représentation de Juditha triumphans

Juditha triumphans devicta Holofernis barbarie, numéro RV 644 dans le catalogue de Vivaldi, est un oratorio d'Antonio Vivaldi, le seul à nous être parvenu des quatre qui ont été composés par le musicien vénitien. Le livret, œuvre de Iacopo Cassetti, se fonde sur le récit biblique du livre de Judith.
Commandée par les autorités de la république de Venise l'œuvre a été composée et représentée en 1716 à l'Ospedale della Pietà pour célébrer la victoire du chef des armées vénitiennes, le maréchal Matthias von Schulenburg, sur les Turcs à Corfou en juillet 1716. De par les circonstances dramatiques et glorieuses à l'origine de sa création, elle est aujourd'hui considérée comme l'hymne vénitien. Juditha triumphans fut mise en scène à la Pietà en novembre et connut un grand succès. L'histoire de Judith et sa victoire contre l'envahisseur Holopherne était une allégorie de Venise vaincue et envahie par les Turcs. Le général vainqueur, Johann Matthias von der Schulenburg, était présent à la représentation.

## Partition
Tous les personnages, masculins et féminins, étaient interprétés par les jeunes filles de l'Ospedale. Il s'agissait de :
- Judith, mezzo-soprano, une jeune veuve de Béthulie
- Vagaus, soprano, eunuque, serviteur d'Holopherne
- Holopherne, mezzo-soprano, général assyrien
- Abra, mezzo-soprano, esclave de Judith
- Ozias, mezzo-soprano, grand-prêtre de Béthulie

Un chœur féminin chante la partie des soldats assyriens et des femmes de Béthulie.
L'orchestre à cordes est accompagné par deux trompettes, des timbales, deux hautbois, un chalumeau soprano, deux flûtes contralto droites, deux clarens ou clarinettes, un salmoé, une mandoline, quatre théorbes, cinq viole all'inglese (violes de gambe), une viole d'amour et un orgue. Originellement, les parties étaient prévues pour que les interprètes puissent jouer plusieurs instruments.
Le manuscrit fut retrouvé en 1926 et conservé parmi les manuscrits de Turin.

## Synopsis
Le roi assyrien Nabuchodonosor envoie une armée contre Israël pour exiger qu'on lui paie les tributs en retard. Sous le commandement du général Holopherne, les Assyriens ont assiégé la ville de Béthulie qu'ils veulent conquérir. Judith, une jeune veuve juive, va implorer la pitié du conquérant assyrien. Il tombe amoureux d'elle, qui feint de l'aimer elle aussi. Après avoir festoyé et bu du vin tant et plus, Holopherne s'assoupit. Judith alors lui coupe la tête, s'enfuit du camp ennemi et retourne victorieuse à Béthulie.
Cassetti fit de nombreuses simplifications par rapport au récit biblique. Ainsi, Ozias est un grand-prêtre au lieu du gouverneur, le chef des Ammonites est complètement ignoré et la visite de Judith aux Assyriens est seulement évoquée.

## Enregistrements
- 1964 : Zsuzsa Barlay, Margit Laszlo, Zsolt Bende, Joszef Dene, Joszef Reti, chœur Madrigal de Budapest, dir. Gyorgy Czigany, orchestre symphonique de l'État hongrois direction Ferenc Szekeres
- 1974 : Birgit Finnilä, Ingeborg Springer, Julia Hamari, Elly Ameling, Solistes de la radio de Berlin, dir. D. Knothe, Orchestre de chambre de Berlin, dir. Vittorio Negri (coffret 3 LP / 2 CD Philips)
- 1976 : Verena Piller, Philippe Huttenlocher, Kathrin Graf, Pierre-André Blaser, Ensemble Alauda de Genève, Collegium Academicum de Genève, dir. Robert Dunand
- 2000 : Magdalena Kožená, Academia Montis Regalis, dir. Alessandro De Marchi, Opus 111/Naïve
- 2015 : Alessandro De Marchi, Théâtre La Fenice[2]